# Wilthen
Wilthen (obersorbisch Wjelećinⓘ) ist eine sächsische Kleinstadt in der Nähe der tschechischen Grenze am Rand der Oberlausitz im Landkreis Bautzen. Die Stadt nennt sich selbst auch „Stadt des Weinbrandes“.

## Lage
Wilthen liegt etwa 9 km südlich der Großen Kreisstadt Bautzen und 45 km östlich von Dresden am Butterwasser im Lausitzer Bergland.
Ortsteile sind Sora (obersorbisch Zdźar), Irgersdorf (Wostašecy) und Tautewalde (Tućicy).
| Doberschau-Gaußig | Obergurig         | Rodewitz/Spree ★ |
| Neukirch/Lausitz  |                   | Kirschau ★       |
|                   | Steinigtwolmsdorf | Schirgiswalde ★  |

## Geschichte
Wilthen entstand vermutlich bereits um 1000 als sorbische Siedlung, die von deutschen Kolonisten zu einem Waldhufendorf umgestaltet wurde. 1222 wurde der Ort erstmals urkundlich erwähnt. Die ersten Gebäude wurden an der geschützten Stelle errichtet, wo das Irgersdorfer Wasser ins Butterwasser mündet – dem späteren Niederdorf. Angelehnt an den Namen des ersten Siedlers wurde die Ortschaft damals „Welentin“ genannt. Noch heute erinnert der sorbische Name „Wjelećin“ daran. Bereits zu dieser Zeit verfügte der kleine Ort über eine Kirche. Allerdings ist zu deren Aussehen heute nichts mehr bekannt. 1559 fiel der Ort mit dem gesamten bischöflich-meißnischen Amt Stolpen an Kursachsen, gehörte also nicht zur böhmischen Oberlausitz, die erst 1635 im Traditionsrezess an Sachsen überging.
1585 wurde Wilthen von der Pest heimgesucht, die 148 Tote forderte. Im Jahr 1612 litten die Wilthener Einwohner unter einer großen Hungersnot, so wurden Birkenlaub roh und gekocht sowie Rinde geschabt gegessen. Während des Dreißigjährigen Krieges, vor allem zwischen 1631 und 1648, waren Kriegsunruhen, Plünderungen und Misshandlungen in Wilthen zu verzeichnen.
1668 bemühte sich Freiherr Reinhard Dietrich von Taube um das Markt- und Stadtrecht für Wilthen, welches Kurfürst Johann Georg II. im Jahr darauf an den Ort verlieh. Von diesem wurde nur wenig Gebrauch gemacht. Es fanden pro Jahr lediglich zwei Jahrmärkte statt. 1741 wurde das noch heute existierende Herrenhaus vom damaligen Lehnsherren Adam Friedrich von Braun im Rittergut erbaut.
Anfang des 19. Jahrhunderts wandelte sich das Ortsbild von Wilthen zusehends. Aus dem Dorf mit Stadtrecht wurde eine Kleinstadt. 1871 wurde die Spinnerei und Weberei C. G. Thomas gegründet. In den weiteren Jahren entstehen die Fabriken von O. P. Sperling, Ernst Grahl, Augustin u. Co., Hillmann u. Thonig, Martin Forker, die Schuhfabrik Kloas, die Koffer- u. Lederwarenfabrik Liebscher u. Stolle, die Baugeschäfte Hübner und Dietrich. Das Dorf wurde größtenteils durch die 1842 gegründete Firma Hünlich mit der Herstellung von Bier und Branntwein geprägt. Das Stadtwappen zeigt noch heute einen goldenen Webschützen und eine Weintraube als Hinweis auf die beiden ältesten Industriezweige.
Mit der Industrialisierung veränderte sich auch die Einwohnerstruktur: War Wilthen noch in der ersten Hälfte des 19. Jahrhunderts überwiegend sorbischsprachig gewesen, erfolgte der Sprachwechsel hin zum Deutschen innerhalb weniger Jahrzehnte im Zuge von Zuzug und Assimilation. In den 1880er Jahren wurde in der Wilthener Kirche noch jeden Sonntag sorbisch- und deutschsprachiger Gottesdienst gehalten. Die beiden letzten sorbischen Pfarrer in der Gemeinde waren Karl Martin Rentsch (Korla Měrćin Renč, 1882–1911) und als Nachfolger sein Sohn Johannes (Jan, 1911–1945). Etwas länger als in Wilthen selbst hielt sich das Sorbische noch in Irgersdorf und Sora.
1877 fuhren die ersten Eisenbahnen durch Wilthen. Es handelte sich damals um die Linien Neustadt–Wilthen–Sohland und Bautzen–Wilthen–Bad Schandau. Im selben Jahr wurde auch das Postamt eröffnet und die erste Fernsprechstelle eingerichtet.
1901/02 wurde unter Leitung von Pfarrer Rentsch der heutige Kirchenbau errichtet. Älter ist der Wilthener Kirchturm, er stammt noch aus dem Jahr 1704.
Zur Pariser Weltausstellung im Jahre 1900 wurde das größte Lagerfass der Firma Hünlich ausgestellt und trug somit zur Bekanntheit der Wilthener Spirituosen bei.
Sie wurden mit einer Goldmedaille in der Klasse Liköre und der Silbermedaille für Cognac ausgezeichnet. Das sogenannte „Pariser Fass“ wird noch in der Hardenberg-Wilthen AG ausgestellt.
1918 besuchte König Friedrich August III. Wilthen, um das Jugendheim zu besichtigen. Die Schüler standen Spalier und Julius Hünlich, Betreiber der ersten Kindertagesstätte und Teilhaber der Hünlich AG, führte den König durch Wilthen.
Am 12. Mai 1921 wurde der Grundstein zur jetzigen Grundschule gelegt und im Jahr 1922 wurde die Schule eingeweiht. Zu dieser Zeit zählte Wilthen 3.200 Einwohner, 500 davon waren Schulkinder. 1975 wurde die Schule um den Anbau erweitert.
1922 wurde in Wilthen die 700-Jahr-Feier begangen. In der Zeppelinhalle der Firma Hünlich wurde aus diesem Anlass das Bundesgesangsfest gefeiert. 40.000 Menschen kamen zum großen Jubiläumsfest nach Wilthen.
Die Gemeinden Irgersdorf, Sora und Wilthen wurden 1936 zu einer Gemeinde zusammengeschlossen. 1974 folgte die Ortschaft Tautewalde und ist seitdem ein Ortsteil von Wilthen.
1960 starb der Mundart-Dichter Hermann Klippel in Tautewalde. Seine Werke trugen dazu bei, das Leben zur damaligen Zeit und die Oberlausitzer Mundart zu erhalten und zu verbreiten.
1969, genau 300 Jahre nach der ersten Verleihung, bekam Wilthen erneut das Stadtrecht verliehen. 1972 wurde die Stadt erstmals staatlich anerkannter Erholungsort und erhielt zu ihrem 750-jährigen Jubiläum ein neues Wappen.
Im Jahr 1991, kurz nach der Wiedervereinigung, entstand aus einem Betriebsteil des VEB VEGRO Vereinigte Grobgarnwerke Kirschau das Handelszentrum Oberland (HZO). Im darauffolgenden Jahr wurde das Immanuel-Kant-Gymnasium (IKG) gegründet. Damit besitzt die Stadt mit der Goethe-Oberschule Wilthen und der Pumphut-Grundschule Wilthen drei Schulen.
Im Jahr 2000 wurde das bereits 1889 erbaute Rathaus umgebaut und renoviert und erhielt so sein heutiges Aussehen.

## Einwohnerentwicklung

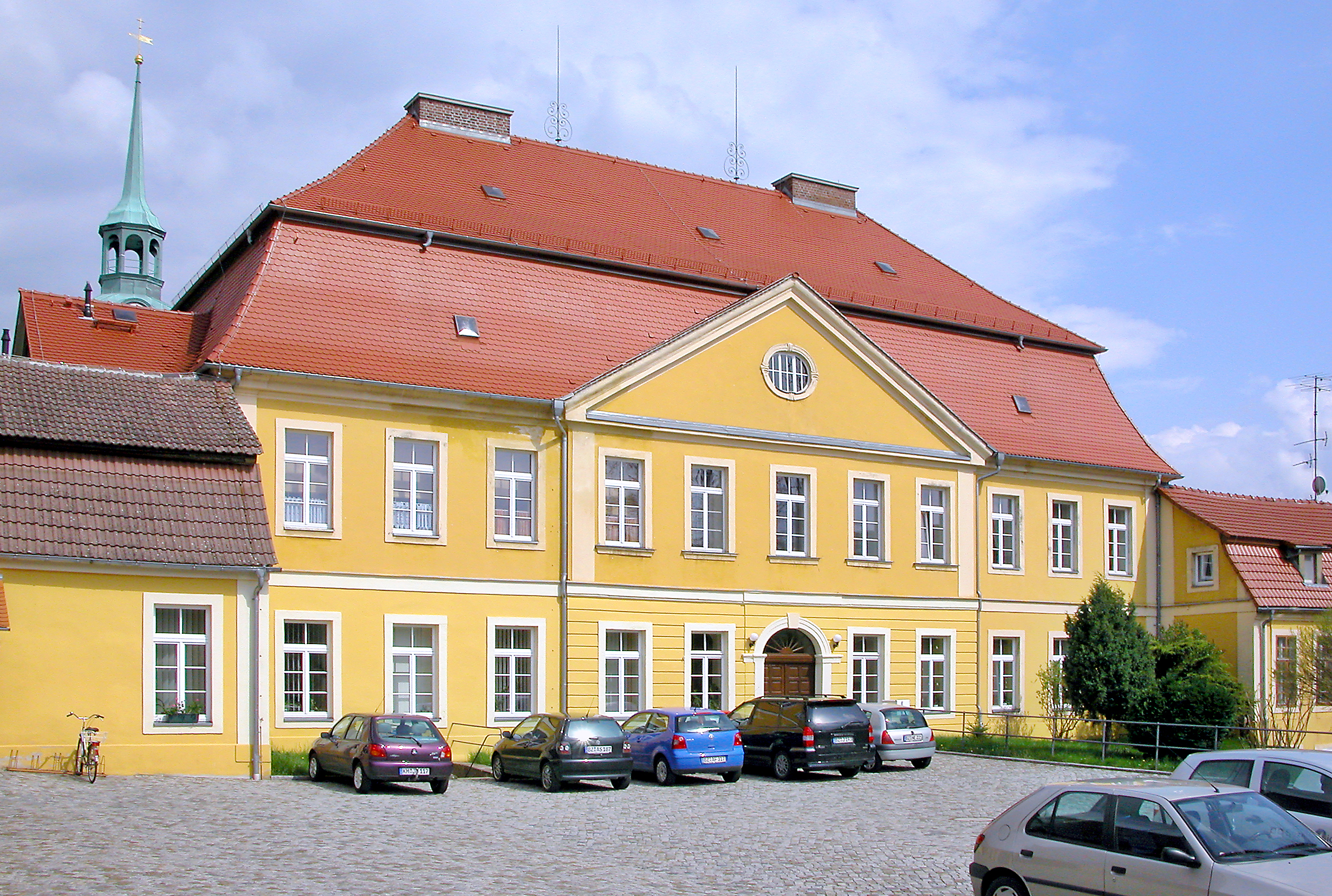
Herrenhaus Wilthen, Caritas Sozialstation St. Barbara

Wie in fast allen Gemeinden der Oberlausitz nimmt auch die Einwohnerschaft in Wilthen weiter ab. Dies geschieht zum einen durch eine substantielle Abwanderung und zum anderen durch einen wachsenden Sterbeüberschuss in der überalternden Region. Als Konsequenz wurden bis 2021 mehrere industriell gefertigte Wohnbauten im Norden der Stadt abgerissen und durch die entstandene Auflockerung für mehr Wohnqualität am Standort gesorgt.
Entwicklung der Einwohnerzahl (ab 31. Dezember 1991):

 Datenquelle ab 1991: Statistisches Landesamt Sachsen
- 1834 – 1180
- 1885 – 2035
- 1991 – 8121
- 2002 – 6761
- 2004 – 6336
- 2007 – 5870
- 2008 – 5744
- 2009 – 5684
- 2010 – 5523
- 2012 – 5315
- 2013 – 5268
- 2015 – 5348
- 2022 – 4827

## Religion
28 % der Einwohner sind evangelisch, 5 % katholisch. Die Evangelisch-Lutherische Kirchgemeinde zu Wilthen gehört der Landeskirche Sachsens an. Die katholische Kirche St. Barbara im ehemaligen Rittergut Wilthen ist eine Filialkirche der Pfarrei Mariä Himmelfahrt mit Sitz in Schirgiswalde, Bistum Dresden-Meißen.

## Politik

### Stadtrat
Die Stadtratswahl am 9. Juni 2024 führte zu den nebenstehenden Ergebnissen. Frühere Wahlen sind tabellarisch aufgelistet.
| Stadtrat ab 2024Insgesamt 18 Sitze - Linke: 1 - SPD: 1 - FWWB: 1 - FDP: 1 - CDU: 7 - AfD: 7 | Liste                              | 2024   | 2024   | 2019   | 2019   | 2014   | 2014   |
| Stadtrat ab 2024Insgesamt 18 Sitze - Linke: 1 - SPD: 1 - FWWB: 1 - FDP: 1 - CDU: 7 - AfD: 7 | Liste                              | Sitze  | in %   | Sitze  | in %   | Sitze  | in %   |
| Stadtrat ab 2024Insgesamt 18 Sitze - Linke: 1 - SPD: 1 - FWWB: 1 - FDP: 1 - CDU: 7 - AfD: 7 | AfD                                | 7      | 40,8   | 2      | 22,6   | –      | –      |
| Stadtrat ab 2024Insgesamt 18 Sitze - Linke: 1 - SPD: 1 - FWWB: 1 - FDP: 1 - CDU: 7 - AfD: 7 | CDU                                | 7      | 36,5   | 7      | 36,8   | 8      | 40,9   |
| Stadtrat ab 2024Insgesamt 18 Sitze - Linke: 1 - SPD: 1 - FWWB: 1 - FDP: 1 - CDU: 7 - AfD: 7 | FDP                                | 1      | 7,1    | 3      | 13,9   | 2      | 12,0   |
| Stadtrat ab 2024Insgesamt 18 Sitze - Linke: 1 - SPD: 1 - FWWB: 1 - FDP: 1 - CDU: 7 - AfD: 7 | Freie Wählerliste Wilthener Bürger | 1      | 6,0    | 3      | 14,7   | 4      | 22,6   |
| Stadtrat ab 2024Insgesamt 18 Sitze - Linke: 1 - SPD: 1 - FWWB: 1 - FDP: 1 - CDU: 7 - AfD: 7 | Linke                              | 1      | 6,0    | 1      | 7,6    | 2      | 14,5   |
| Stadtrat ab 2024Insgesamt 18 Sitze - Linke: 1 - SPD: 1 - FWWB: 1 - FDP: 1 - CDU: 7 - AfD: 7 | SPD                                | 1      | 3,6    | –      | 4,4    | 1      | 4,9    |
| Stadtrat ab 2024Insgesamt 18 Sitze - Linke: 1 - SPD: 1 - FWWB: 1 - FDP: 1 - CDU: 7 - AfD: 7 | NPD                                | –      | –      | –      | –      | 1      | 5,0    |
| Stadtrat ab 2024Insgesamt 18 Sitze - Linke: 1 - SPD: 1 - FWWB: 1 - FDP: 1 - CDU: 7 - AfD: 7 | Wahlbeteiligung                    | 71,2 % | 71,2 % | 62,6 % | 62,6 % | 53,1 % | 53,1 % |

Zusätzlich gehört dem Stadtrat der gesondert gewählte Bürgermeister an, der den Vorsitz führt. Dies ist in Wilthen Michael Herfort (CDU).

### Bürgermeister
| Bürgermeister                                             | Amtszeit                         | Wahlen           |
| --------------------------------------------------------- | -------------------------------- | ---------------- |
| Max Otto                                                  | 1922–1945                        |                  |
| Emil Richter                                              | 7. Juni 1945–1946                |                  |
| Erich Große                                               | 1946–26. Dezember 1964           |                  |
| Hermann Schabacher (Stellvertreter bis zur Neueinsetzung) | 27. Dezember 1964–10. April 1965 |                  |
| Herbert Grosche                                           | 11. April 1965–28. Mai 1974      |                  |
| Horst Hönig                                               | 29. Mai 1974–1987                |                  |
| Gabriele Parakeninks                                      | 1988–Mai 1990                    |                  |
| Bernd Wucke                                               | 30. Mai 1990–7. Januar 1991      |                  |
| Manfred Melior (CDU, kommissarisch bis zur Neuwahl)       | 8. Januar 1991–27. August 1991   |                  |
| Knut Vetter (FDP)                                         | 28. August 1991–31. Juli 2008    | 1994, 2001       |
| Michael Herfort (CDU)                                     | seit 1. August 2008              | 2008, 2015, 2022 |

Bürgermeister Herfort wurde bei der Bürgermeisterwahl am 7. Juni 2015 mit 98,6 % der gültigen Stimmen bei einer Wahlbeteiligung von 46,7 % im Amt bestätigt. Nach sieben Jahren erreichte er 98,1 % bei einer Wahlbeteiligung von 54,7 %.

### Wappen
Das Wappen der Stadt Wilthen zeigt eine Frauengestalt auf blauem Schild. Ihre Augen sind verbunden, in der erhobenen linken Hand hält sie eine goldene Waage und in der gesenkten Hand ein goldenes Schwert. Rechts über ihr befindet sich balkenweise ein goldener Webschützen über einer goldenen Weintraube. Diese Frau stellt Justitia, die altrömische Göttin des Rechts und Verkörperung der Gerechtigkeit, dar.
Das Wappen führt wahrscheinlich schon seit 1669 die Justitia, als Wilthen die Markt- und Stadtgerechtigkeit verliehen wurde.
1920 wurde das Symbol der typischen Erwerbszweige Textilindustrie und Weinbrennerei als Zeichen hinzugefügt, um den Einmaligkeitsgrundsatz zu bewahren.
Die Waage der Justitia steht für Gerechtigkeit. Beide Seiten eines Konflikts sollen betrachtet und abgewogen werden. Das goldene Schwert steht für die anschließende Strafe, die den Schuldigen zusteht. Um Gerechtigkeit zu symbolisieren, sind die Augen der Frau verbunden, damit keiner zu Unrecht (aufgrund Herkunft, Aussehen, Nationalität) verurteilt oder vernachlässigt wird.
Zwischen 1972 und 1992 hatte die Stadt Wilthen ein DDR-Wappen.

### Wahrzeichen
Das Wahrzeichen der Stadt ist Martin Pumphut, welcher als Hexenmeister der Oberlausitz gilt. Das 2 Meter hohe Wahrzeichen wurde durch Franz Rosche, einen Krippenschnitzer aus Schluckenau, im Auftrag des Wilthener Heimat- und Gebirgsvereins, nach einem Entwurf von Franz Rösler, gefertigt. Die Figur in der Nähe des Jägerhauses wurde am 19. August 1939 aufgestellt.
Nach mehreren Vandalismustaten wurde in den 1950er Jahren die Figur erstmals von Hans Thuma restauriert und im Dorf aufgestellt und später in das Foyer der Heimatstube gebracht.
Herbert Michalz schuf im März 1993 eine zweite Figur, welche in der Nähe des Rathauses aufgestellt wurde. Eine private dritte Figur wurde 1998 am Pass gegenüber vom Jägerhaus aufgestellt.
Um diese Sagenfigur, welche auch zum „Ehrenbürger“ ernannt wurde, ranken viele Geschichten, Lieder und Gedichte. Martin Pumphut galt als wandernder Schalk der Oberlausitz, welcher in dem Dörfchen Spohla (Hoyerswerda) geboren wurde. Er erlernte das Müllerhandwerk, sprach sorbisch und deutsch und hatte immer Streiche im Sinn. Seine Zeit verbrachte er als wandernder Müllergeselle, welcher von Mühle zu Mühle zog und für eine gute Herberge den Menschen Späße und Scherze erzählte.
Als Merkmal gilt sein hoher, spitzer, breitkrempiger Hut.

### Städtepartnerschaften
Wilthen pflegt Städtepartnerschaften mit Eppelheim in Baden-Württemberg und Lwówek Śląski in Niederschlesien (Polen).

## Kultur und Sehenswürdigkeiten

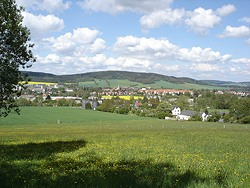
Blick auf Wilthen

Wilthen bietet zahlreiche Wandermöglichkeiten, historische Gebäude und Berggaststätten. In Wilthen befinden sich viele historische Gebäude, u. a. gut erhaltene Umgebindehäuser. Der Gasthof „Die Linde“ zeigt die für Umgebindehäuser typische Außenfassade. Stadtbildprägende Gebäude sind die Verwaltungsgebäude Zittauer Straße 12 (erbaut 1906) und St.-Barbara-Platz 8 (erbaut 1917–1921) sowie die evangelische Kirche (erbaut 1901/02 mit Turm von 1704) und das Rittergut mit Herrenhaus (1740).

### Museen
- Heimatstube – entstand 1954 als Heimatmuseum und zeigt unter anderem eine Oberlausitzer Weberstube aus der Zeit von 1850.
- Museum in der Wilthener Weinbrennerei
- Historische Brunnenstube – in Sora

### Musik
Seit 1965 gab es in Wilthen unter der Leitung von Adolf Kiertscher die „Kapelle Oberland“. 45 Jahre lang war Kiertscher der Chef der Kapelle. 2010 wurde die Leitung von ihm an Olaf Hoffmann übergeben, der die Kapelle unter dem Namen „Olaf und die Oberländer“ weiterführt.

### Rad- und Wanderwege
Ein Wanderweg trägt den Namen Pumphutsteig. Die 17 km lange Strecke führt u. a. über den Mönchswalder Berg, durch Sora, den Großen Picho und die Weifaer Höhe. Die Gesamtstrecke gliedert sich in acht Abschnitte und ist auch für Wanderanfänger geeignet. Gekennzeichnete Aussichtspunkte bieten Blicke auf die Oberlausitz und Sagentafeln informieren über die Geschichte der Stadt. Ein Lehrpfad führt durch die heimische Tier- und Pflanzenwelt. Radwege führen z. B. entlang der Spree oder auch durch umliegende Ortschaften über die Weinbrandroute. Der 32 km lange Radrundweg beginnt und endet in Schirgiswalde und führt u. a. über Wilthen, Gaußig und Neukirch.

### Gastronomie
Als ehemaliges „Erbgericht zum Pichotal“ wurde das „Landidyll Hotel Erbgericht Tautewalde“ 1993 detailgetreu restauriert und im Dezember 1994 als Hotel wiedereröffnet. Auf dem Großen Picho befindet sich die „Pichobaude Tautewalde“. Der Gasthof „Zur Linde“ wurde als typisches Umgebindehaus im Jahre 1802 erbaut. Das Gebäude der heutigen Gaststätte „Jägerhaus“ (früher Adlerschänke) wurde 1892 erbaut. Die Gaststätte existiert seit 1786.
Der Bau der „Mönchswalder Bergbaude“ wurde am 1. Mai 1884 beschlossen. Am 28. September 1885 wurde diese eingeweiht. Neben der Gaststätte befinden sich eine Pension, ein Biergarten und ein Aussichtsturm.
Im Wilthener Ortsteil Sora befindet sich die Bergbaude und Pension „Schöne Aussicht“.
An der Zittauer Straße befindet sich das Gasthaus „Zum Butterwasser“ mit Biergarten.

### Naturschutz
- Siehe auch: Liste der Naturdenkmale in Wilthen

## Wirtschaft

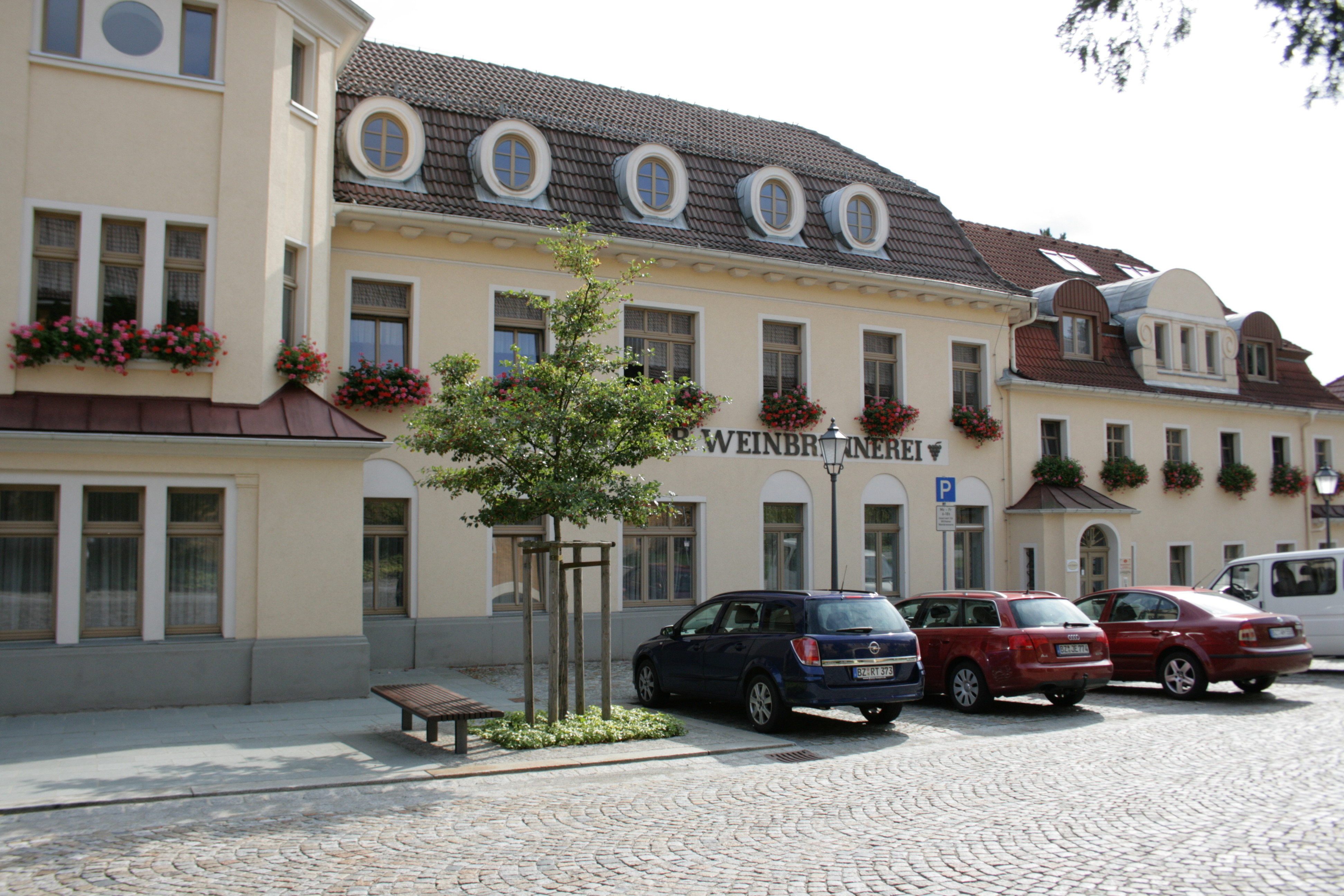
Straßenansicht der Wilthener Weinbrennerei vom St.-Barbara-Platz aus gesehen

- Wilthener Weinbrennerei Am 1. Mai 1842 gründete Christian Traugott Hünlich die Firma C. T. Hünlich in Wilthen. Seitdem werden hier verschiedenste Spirituosen gebrannt. Zu ihren Aufgaben gehören u. a. die Herstellung von Kornbränden, Weinbränden und Likören und die Vermarktung erlesener Spirituosen-Marken.
- Kunststofferzeugnisse GmbH Wilthen (kurz: KEW) – produziert Konstruktionsteile aus Kunststoff. Zu den weiteren Aufgaben gehören u. a. die Herstellung von Prototypen und Formteilen auf thermoplastischer Basis, Bau von Werkzeugen und Materialanalysen. Nachfolgebetrieb des VEB Kunststofferzeugnisse Wilthen, Teil des Kombinats Plast- und Elastverarbeitung.
- Lakowa GmbH – leistungsfähiger Hersteller technischer Kunststoffteile für die Bahn- und Fahrzeugindustrie. Für Kunden wie Bombardier, Siemens, Volvo und viele mehr entwickelt, fertigt und liefert das Unternehmen Innenbekleidungssysteme für Straßenbahnen, Triebwagen, Lokomotiven, Busse und Krankenwagen.
- VTN Wilthen GmbH – Wärmebehandlungsbetrieb für die Luft- und Raumfahrt. Weitere Standorte sind Witten, Freiburg und Bielefeld.
- SLM Industrie-Service GmbH – Bearbeitung und Verarbeitung von Bauteilen und Baugruppen aus Kunststoffen und Metallteilen.
- Schumann Kies und Hartsteinwerke Sora – einzige Lagerstätte des Lamprophyr. Das Gestein wird zu Verarbeitung und Herstellung von Rohblöcken, Tranchen, Fassadenverkleidungen, Bodenplatten und Natursteinpflaster verwendet.
- Die Seniorenvilla DASAR GmbH ist ein privates Alten- und Pflegeheim in Wilthen. Ebenfalls befindet sich in Wilthen das Seniorenhaus Wilthen mit 34 vollstationären Plätzen.

## Infrastruktur
Zu den öffentlichen Einrichtungen in Wilthen gehören die Stadtbibliothek, das Jugendhaus und das im Sommer geöffnete Stadtbad.

### Bildung
- DRK-Kindertagesstätte „Spatzenhaus“ – arbeitet seit 1996 unter der Trägerschaft des Deutschen Roten Kreuzes.
- Pumphut-Grundschule – besteht seit 1992/93. Der Altbau wurde 1921 als Schule gebaut. 1993/94 erfolgte eine grundlegende Rekonstruktion. Am 19. Oktober 2012 erfolgte die feierliche Namensweihe der Pumphut-Grundschule.
- Goethe-Oberschule – seit 1878. Das Schulgebäude beinhaltet 18 Unterrichtsräume und Fachkabinette mit moderner Medientechnik.
- Immanuel-Kant-Gymnasium – 1988 wurde der Grundstein als zweite Polytechnische Oberschule gelegt. 1992/93 begann das Kurssystem in der Sekundarstufe II und die ersten Abiturienten verließen die Schule.

### Verkehr
Wilthen besitzt einen Bahnhof an der Bahnstrecke Oberoderwitz–Wilthen (Süd-Lausitzer Bahn) und Bahnstrecke Bautzen–Bad Schandau, welcher stündlich von Zügen der Trilex-Linien RE2 und RB61 in Richtung Dresden und Zittau bedient wird. Zudem verkehren die folgenden Buslinien der Regionalbus Oberlausitz GmbH durch die Stadt:
- Linie 514: Bautzen – Wilthen – Taubenheim – Oppach über Singwitz – Steinigtwolmsdorf
- Linie 726: Wilthen – Taubenheim – Oppach
- Linie 722: Wehrsdorf – Schirgiswalde-Kirschau – Wilthen – Wehrsdorf (Ring I und Ring II)
- Linie 728: Cunewalde – Crostau – Schirgiswalde-Kirschau
- Linie 734: Bischofswerda – Gaußig – Schirgiswalde-Kirschau
- Linie 741: Schmölln – Neukirch (Lausitz) – Wilthen
- Linie 744: Bautzen – Großpostwitz – Wilthen

## Persönlichkeiten

### Ehrenbürger
- 20. Juni 1933: Martin Mutschmann (1879–1947), Reichsstatthalter von Sachsen[12]

### Söhne und Töchter des Ortes
- Peter Dietrich (1938–2017), Unternehmer

### Personen mit Bezug zur Stadt
- Martin Pumphut, Müllerbursche und Sagengestalt, Wahrzeichen der Stadt
- Franz Rösler (1871–1946), Lehrer und Heimatschriftsteller, starb in Wilthen
- Hans Thuma (1889–1968), Maler und Grafiker, starb in Wilthen